# Karamellbonbon

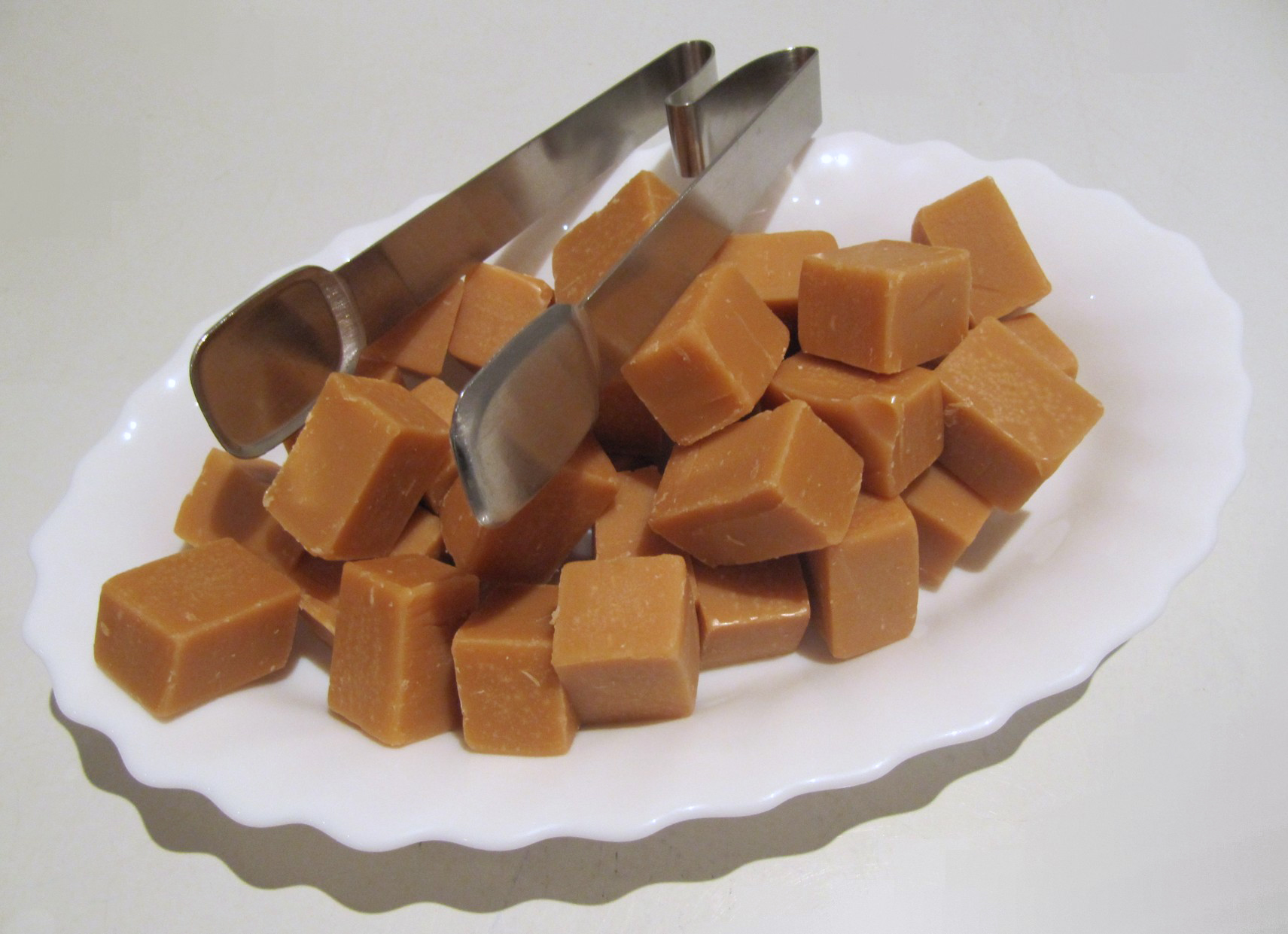
Englisches Fudge in Würfeln mit Zange, wie es typischerweise zum Tee gereicht wird.

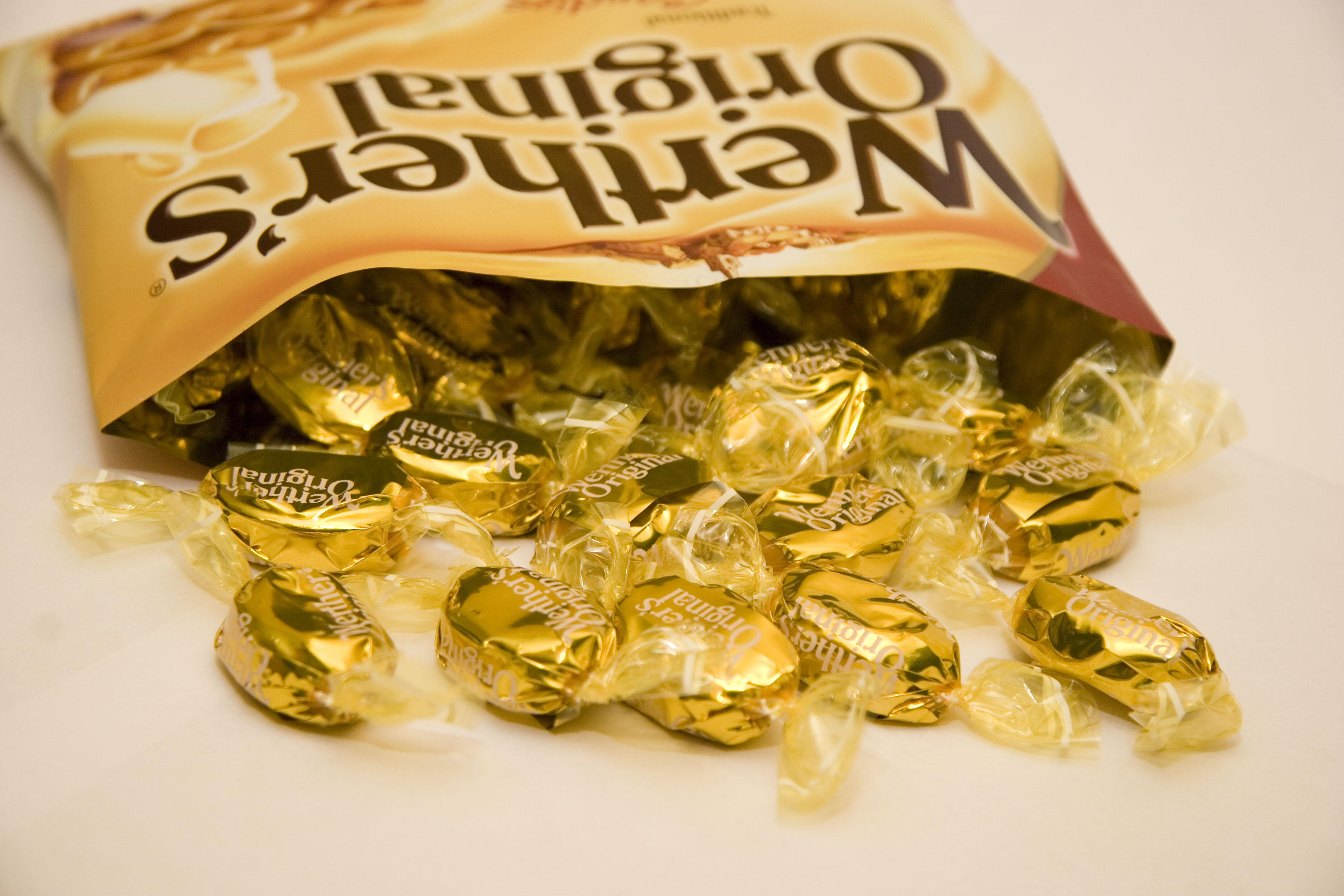
Verpackte Karamellbonbons von Werther’s Original

Ein Karamellbonbon ist eine Zuckerware, die in Bonbonform oder als Konfekt angeboten wird. Karamellbonbons sind eine Art Bonbons, die unter anderem aus Milchprodukten wie Kondensmilch, Butter und Sahne hergestellt werden. Zucker und Milcheiweiß karamellisieren bei höheren Temperaturen und bekommen dabei den Karamell-Geschmack und die typische goldbraune Tönung. Andere Geschmacksvarianten wie Nuss, Mandel, Honig, Kakao, Kokos und Ähnliches werden durch Aromatisierung und bestimmte Zutaten erreicht. Man unterscheidet im Fachjargon Hart- und Weichkaramellen. Fudge und Toffee gehören zu den Weichkaramellen bzw. Kaubonbons, wobei Fudge abbeißbare Weichkaramellen sind.

## Regionale Bezeichnungen
Karamellbonbons werden in der Schweiz als Caramel Mou, Rahmtäfeli, Nidletäfeli oder Nidelzältli (Nidel oder Nidle/Rahm = Sahne; Täfeli, Dääfi oder Zältli = Bonbon) angeboten. In der Schweiz gilt die Distillerie Studer als Erfinder des Caramel Mou. Die Süßware besteht aus Karamell und weiteren Zutaten. Bei der Karamellisierung des Zuckers und Maillard-Reaktion der Milch und Sahne entsteht ein besonders intensiver Geschmack. Das Rezept ähnelt dem von Butterscotch.

## Fudge

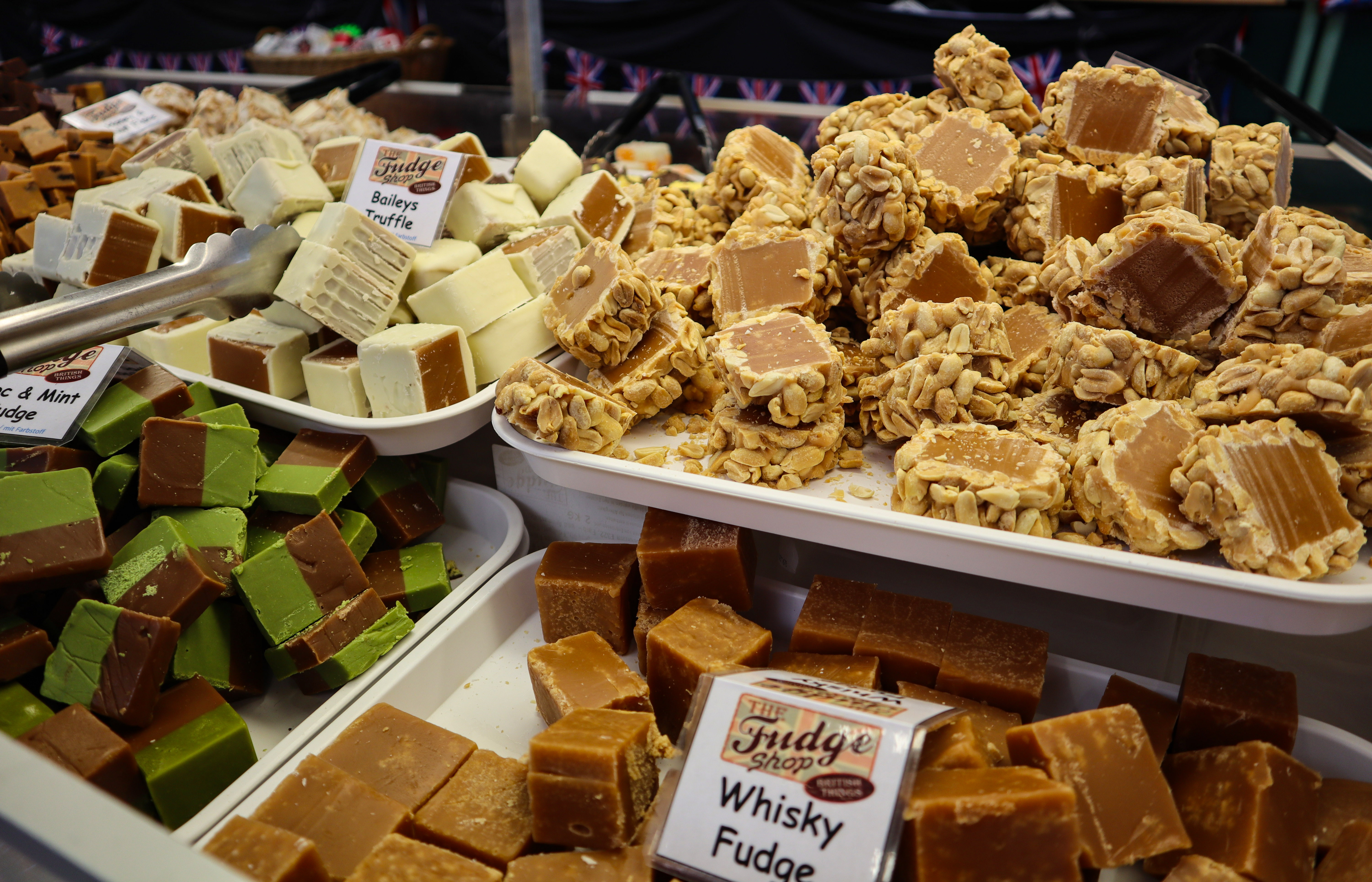
Fudge-Verkaufsstand in Brandenburg

Fudge [fʌdʒ] ist eine Zuckerware amerikanischer Herkunft und in den USA sowie in Kanada und Großbritannien beliebt. Der Begriff fudge erschien um 1880 in Zeitungen und Magazinen als hausgemachte Süßware.
Fudge ist ein Karamell-Konfekt aus Zucker, Butter, Milch und/oder Sahne, die erhitzt und je nach Rezept bei genau kontrollierter Temperatur weitergekocht wird. Die warme Masse kann mit Vanille, Honig, Butterscotch, Kokos oder anderen Aromen versetzt werden, bevor sie in einer flachen Form abkühlt. Erkaltet kann Fudge in mundgerechte Stücke geschnitten werden. Die so hergestellten weichen Karamellen sind etwas mürbe und lassen sich im Gegensatz zu den Toffees abbeißen. Sie werden nach der Herstellung häufig mit Schokolade umgeben oder in Bonbonpapier gewickelt.
Fudge wird in John Steinbecks Roman Jenseits von Eden beschrieben, in dem die Zubereitung um die Zeit des Ersten Weltkrieges als relativ alltägliche Verrichtung erscheint. Eine amerikanische Entwicklung ist das Schokoladen-Fudge, eine zähflüssige Schokoladenmasse, die besonders gut zu Kuchen und Nachspeisen passt.

## Toffee
Toffee ist ein aus Zucker und Stärkesirup unter Zusatz von Milchfett (mindestens 5 %) und weiteren, geschmackgebenden Zutaten (Nüsse, Früchte) bestehendes Bonbon, das sowohl in weicher als auch zäher Konsistenz angeboten wird. Im Unterschied zu Fudge muss bei der Herstellung eine Temperatur von 149 bis 154 °C erreicht werden.

## Sonderformen
Neben Fudge und Toffee gibt es auch weitere Karamellbonbons in verschiedenen Formen und Geschmacksrichtungen, z. B. Bayrisch Blockmalz.